# Rahart Adams
Rahart Adams (Melbourne, 31 de janeiro de 1996) é um ator australiano. Ficou conhecido por estrelar em uma série da ABC Me, Nowhere Boys, como Sam Conte e co-estrela na série da Nickelodeon, Every Witch Way, em seu papel como Jax Novoa. Em 2012, ele apareceu no drama australiano Neighbours interpretando Alistair O'Laughlin.

## Filmografia
| Ano  | Título                            | Papel          |
| ---- | --------------------------------- | -------------- |
| 2015 | Liar, Liar Vampire                | Davis Pell     |
| 2016 | Nowhere Boys: The Book of Shadows | Sam Conte      |
| 2017 | Emo the Musical                   | Bradley        |
| 2018 | Pacific Rim: Uprising             | Tahima Shaheen |

| Ano       | Título               | Papel     | Notas                                      |
| --------- | -------------------- | --------- | ------------------------------------------ |
| 2013-2015 | Nowhere Boys         | Sam Conte | Principal (1ª-2ª Temporada)                |
| 2014-2015 | Every Witch Way      | Jax Novoa | Principal (2ª-4ª Temporada)                |
| 2015      | Talia in The Kitchen | Jax Novoa | 1 episódio crossover: "Every Witch Lola's" |

## Ligações Externas
- Rahart Adams. no IMDb.
- Rahart Adams no X